# Cliff Gorman
Cliff Gorman, all'anagrafe di Joel Joshua Goldberg (New York, 13 ottobre 1936 – New York, 5 settembre 2002) è stato un attore statunitense, attivo in campo teatrale e cinematografico.

## Biografia
Nel 1968 ha vinto un Obie Award per la sua interpretazione nella pièce The Boys in the Band nell'Off-Broadway, un ruolo che ha interpretato anche nell'adattamento cinematografico del dramma, Festa per il compleanno del caro amico Harold. Per la sua performance nel ruolo di Lenny Bruce nella commedia Lenny a Broadway ha vinto il Tony Award al miglior attore protagonista in un'opera teatrale.

## Vita privata
È stato sposato con Gayle Gorman dal 1963 alla morte, avvenuta nel 2002 per leucemia.

## Filmografia parziale

### Cinema
- Rapporto a quattro (Justine), regia di George Cukor (1969)
- Festa per il compleanno del caro amico Harold (The Boys in the Band), regia di William Friedkin (1970)
- Operazione Rosebud (Rosebud), regia di Otto Preminger (1975)
- Una donna tutta sola (An Unmarried Woman), regia di Paul Mazursky (1978)
- All That Jazz - Lo spettacolo comincia (All That Jazz), regia di Bob Fosse (1979)
- Fort Bronx (Night of the Juggler), regia di Robert Butler (1980)
- Bunker, regia di George Schaefer (1981)
- Angel Killer (Angel), regia di Robert Vincent O'Neill (1984)
- Hoffa - Santo o mafioso? (Hoffa), regia di Danny DeVito (1992)
- Ghost Dog - Il codice del samurai (Ghost Dog: The Way of the Samurai), regia di Jim Jarmusch (1999)

### Televisione
- La signora in giallo (Murder, She Wrote) – serie TV, episodi 2x22-8x17 (1986-1992)

## Doppiatori italiani
- Rodolfo Bianchi in Ghost Dog - Il codice del samurai
- Michele Gammino in All That Jazz - Lo spettacolo comincia
- Luca Biagini ne La signora in giallo
- Oliviero Dinelli ne La signora in giallo